# Ulrike Crespo
Ulrike Crespo (* 20. Dezember 1950 in Fulda als Ulrike Barth; † 7. Oktober 2019 in Frankfurt am Main) war eine deutsche Fotografin, Psychologin und Mäzenin.

## Leben
Ulrike „Ulli“ Crespo war eine Enkelin des Wella AG-Gründers Karl Ströher. Sie wuchs in Darmstadt auf und studierte nach einer Ausbildung zur Hotelfachfrau Französisch, Kunstgeschichte und Archäologie in Lausanne und Genf. 
Im Jahr 1980 zog sie nach Frankfurt am Main und unterrichtete dort Deutsch als Fremdsprache für Einwanderer. Von 1985 bis 1990 studierte sie Psychologie und arbeitete nach ihrer Approbation als Psychotherapeutin in der psychosomatischen Abteilung des Frankfurter Universitätsklinikums. 
1995 eröffnete sie eine eigene Praxis. 
Nach der Approbation als psychologische Psychotherapeutin engagierte sie sich in einem Ausbildungsprojekt in Gruppenanalyse für Mediziner in der Ukraine.
Ab 2011 veröffentlichte Ulrike Crespo mehrere Fotobände.

## Stiftungen
Ulrike Crespo gründete als Wella-Miterbin 1998 die Crespo Chamber Music Foundation, mit der sie seither die Projekte „Chamber Music Connects the World“ und „Mit Musik – Miteinander“ der Kronberg Academy ermöglicht. Im Jahre 2001 gründete Ulrike Crespo mit der Ulrike Crespo Foundation eine weitere Stiftung, die Bildungsprojekte fördert. Mittlerweile wurden beide Stiftungen zur Crespo Foundation zusammengelegt. Es handelt sich um eine Verbrauchsstiftung, die voraussichtlich im Jahr 2039 aufgelöst wird.
Crespo stiftete darin große Teile des Verkaufserlöses des im Familienbesitz befindlichen Wella-Konzerns. Mit ihrer Stiftung unterstützt sie Menschen, die nachteilige Startbedingungen haben, aber ihren eigenen Werdegang gestalten wollen. So wurden beispielsweise Modellvorhaben in der beruflichen und kulturellen Bildung von Frauen mit Migrationshintergrund entwickelt, zum Beispiel die SABA Bildungsstipendien. In Wien hat die Stiftung das START-Stipendienprogramm für engagierte Schüler mit Migrationshintergrund initiiert. Zu den Zielgruppen gehören neben Migranten auch Kinder und Familien. Gemeinsam mit der Hochschule für Musik und Darstellende Kunst Frankfurt am Main hatte die Stiftung seit 2008 das Projekt Primacanta umgesetzt, ein Weiterbildungsprojekt für Musiklehrende an Frankfurter Grundschulen, das alle Frankfurter Grundschüler über das Singen an das aktive und freudige Musizieren heranführen soll. Es konnte 2017/18 an die Landesmusikakademie Hessen übertragen werden. In der Künstlerförderung engagiert sich die Stiftung unter anderem seit 2021 über ein eigenes Artist-in-Residence-Programm, die Glenkeen Garden Residencies. Ein Leuchtturmprojekt in der kulturellen Bildungsarbeit an Schulen ist ihr Programm „Das fliegende Künstlerzimmer“. Im sozialen Bereich setzt sie das Programm „SABA Bildungsstipendien“ für Migranten um, das den Schulabschluss auf dem zweiten Bildungsweg unterstützt.
Ulrike Crespo vermachte dem Frankfurter Städel-Museum ihre private Gemäldesammlung mit Werken von Otto Dix, Franz Marc, Paul Klee, Max Ernst, Gustav Klimt, Fernand Léger, Oskar Schlemmer, Ernst Ludwig Kirchner, Sam Francis, Wassily Kandinsky, László Moholy-Nagy, Lyonel Feininger, Alexej von Jawlensky und Tom Wesselmann, die im Oktober 2021 der Öffentlichkeit vorgestellt wurden.

### Wortmeldungen
Seit 2018 wird unter dem Titel Wortmeldungen – Literarisch schreiben. Kritisch verorten jährlich ein mit 35.000 Euro dotierter Literaturpreis für „herausragende kurze literarische Texte (...), die sich mit gesellschaftspolitischen Herausforderungen unserer Zeit auseinandersetzen“, sowie ein angeschlossener, mit 15.000 Euro dotierter Nachwuchspreis für junge Autoren durch die Crespo Foundation vergeben. Die erste Preisträgerin war die österreichische Autorin Petra Piuk, die für einen Textauszug aus ihrem Roman Toni und Moni oder: Anleitung zum Heimatroman ausgezeichnet wurde. 2019 wurde der österreichische Schriftsteller Thomas Stangl für seine Erzählung Die Toten von Zimmer 105 ausgezeichnet. 2020 ging der Preis an die in Berlin und Köln lebende österreichische Autorin Kathrin Röggla für ihren Text Bauernkriegspanorama. 2022 wurde der Preis umbenannt in Wortmeldungen Ulrike Crespo Literaturpreis für kritische Kurztexte.

## Ehrungen
- 2008: Bundesverdienstkreuz am Bande des Verdienstordens der Bundesrepublik Deutschland
- 2019: Arthur-von-Weinberg-Plakette der Stadt Frankfurt[11]

## Veröffentlichungen
- Twilight. Fotobuch mit Texten von Andreas Bee, Anna Ballestrem und Anne-Marie Beckmann. Kehrer Verlag, Heidelberg 2011, ISBN 978-3-86828-195-8, ausgezeichnet mit dem Prädikat „Deutscher Fotobuchpreis – Nominiert 2012“.
- Ephemere. Fotobuch mit Text von Cathrin Nielsen. Kehrer Verlag, Heidelberg 2012, ISBN 978-3-86828-296-2.
- Cold Landscape. Fotobuch mit Vorwort von Artur Becker. Kehrer Verlag, Heidelberg 2013, ISBN 978-3-86828-427-0.
- Nachtblüten. Fotobuch mit Text von Anna Ballestrem. Weissbooks Verlag, Frankfurt 2013, ISBN 978-3-940888-80-8.
- Unter der Haut des Wassers. Fotobuch mit Text von Cathrin Nielsen. Kehrer Verlag, Heidelberg 2014, ISBN 978-3-86828-519-2.[12], ausgezeichnet mit dem Prädikat „Deutscher Fotobuchpreis – Nominiert 2015“.
- Regenblüten/Rainflowers. Fotobuch mit einem Prosatext von Silke Scheuermann. Weissbooks Verlag, Frankfurt 2015, ISBN 978-3-940888-71-6.
- Iceland. Fotobuch mit Texten von Halldór Guðmundsson und Matthias Wagner K, Kehrer, Heidelberg 2017, ISBN 978-3-86828-777-6.[13]
- Lost Places. Schloss Lieberose. Fotobuch mit Texten von Anna Ballestrem und Holger Smyth. Weissbooks Verlag, Frankfurt 2017, ISBN 978-3-86337-127-2.
- Danakil. Fotobuch mit einem Text von Bachmann-Preisträgerin Alissa Walser. Kehrer Verlag, Heidelberg 2018, ISBN 978-3-86828-853-7.
- Nordkorea. Fotobuch mit einem Text von Andreas Bender. Kehrer Verlag, Heidelberg 2019, ISBN 978-3-86828-919-0.
- Grönland. Fotobuch mit Texten von Freddy Langer, gestaltet von Harald Pridgar. Kehrer Verlag, Heidelberg 2020, ISBN 978-3-86828-979-4.

## Ausstellungen
- 2011: Twilight. Galerie BRAUBACHfive, Frankfurt am Main.
- 2012: Twilight. Galerie Renate Bender, München.[14]
- 2013: Ephemere & Twilight. Gruppenausstellung, Blue House Gallery, Schull (Irland).
- 2014: Cold Landscape. Gruppenausstellung, Blue House Gallery, Schull (Irland).
- 2014: Cold Landscape. Galerie BRAUBACHfive, Frankfurt am Main.
- 2015: Landscape in my Mind. Gruppenausstellung, Kunstforum Wien, Wien. Es wird ein Bild aus dem Zyklus Cold Landscape ausgestellt.
- 2015: Cold Landscape. Galerie Im Ersten + Lia Wolf Cabinett, Wien.
- 2015: Under Water's Skin. Gruppenausstellung „Maritime Photography Exhibition“, Blue House Gallery, Schull (Irland).[15]
- 2016: Ephemere. Gruppenausstellung, Blue House Gallery, Schull (Irland).
- 2017: Rainflowers. Galerie Hübner & Hübner, Frankfurt am Main.
- 2017: Rainflowers. Blue House Gallery, Schull (Irland).
- 2017: Rainflowers. The Time Traveller's Bookshop Ltd., Cork, Irland.
- 2018: Cold Landscape. The Time Traveller's Bookshop Ltd., Cork, Irland
- 2018: Unter der Haut des Wassers, Ephemere, Twilight. be art Galerie, Heidelberg
- 2018: Iceland. Galerie Swetec, Photo Weekend / Duesseldorf Photo, Düsseldorf
- 2018: Iceland. Galerie Uwe Opper, Kronberg im Taunus
- 2021: Ulli Crespo Grönland Eiskalt. Zollamt MMK, Frankfurt am Main.
- 2022: Blicke hinter das Naturschöne. Die Fotobücher von Ulrike Crespo. Crespo Studio, Frankfurt am Main.